# Hyundai World Rally Team
Hyundai World Rally Team, oficialmente Hyundai Shell Mobis WRT por motivos de patrocinio, es el equipo oficial de Hyundai con el que compite en el Campeonato Mundial de Rally (WRT). Es gestionado por el departamento de competición de la marca coreana, Hyundai Motorsport GmbH, y tiene su sede en Alzenau, Alemania. El equipo cuenta con el francés Cyril Abiteboul de director deportivo y al turco Tolga Ozakinci como team mánager.
Debutó en el Campeonato Mundial de Rally en la temporada 2000 y participó hasta 2003 con el Hyundai Accent WRC, período que en el que contaba con la sede en Milton Keynes (Reino Unido) y era gestionado por Motor Sport Developments. Regresó en 2014 con el Hyundai i20 WRC, logrando su primera victoria en el Rally de Alemania con el belga Thierry Neuville.
Con la llegada del nuevo reglamento técnico en 2017, Hyundai lanzó el Hyundai i20 Coupe WRC, que resultó mucho más competitivo. Thierry Neuville se convirtió en el piloto principal de la marca, finalizando subcampeón del mundo en 2016, 2017, 2018 y 2019. Hyundai ganó el Campeonato de Constructores en 2019 y 2020, con varios pilotos contribuyendo, incluyendo Neuville, Dani Sordo, Andreas Mikkelsen, Ott Tänak y Sébastien Loeb. En 2022 comenzó la era de los autos híbridos (Rally1), y Hyundai presentó el Hyundai i20 N Rally1, aunque enfrentaron problemas iniciales de fiabilidad, mantuvieron la competitividad. En 2024, tras dos terceros puestos en 2022 y 2023, Thierry Neuville conquistó su primer Campeonato de Pilotos junto a Martijn Wydaeghe.
La marca coreana comenzó a competir en rally en la década de los años 1990 con modelos como el Hyundai Elantra y el Hyundai Coupe, en diversas competiciones de Asia y Oceanía. Posteriormente dio el salto al Campeonato del Mundo de Rally con el Hyundai Accent WRC con el que compitió durante cuatro años, el último de ellos en 2003 interrumpido abruptamente en la recta final debido a los recortes presupuestarios. A pesar del anuncio de su regreso a la competición en 2006, esto no se produjo hasta 2014.

## Historia

### Años 1990
Los primeros pasos de la marca Hyundai en el Campeonato Mundial de Rally se iniciaron en el año 1991. En el Rally de Australia de esa temporada hizo el debut en competición el Hyundai Lantra (Elantra en algunos países) el primer modelo en la historia de la firma coreana homologado por la FIA para competir en rally. En el rally debutaron dos unidades: una conducida por Wayne Bell, además de ser el preparador de ambas, y otra por Greg Carr, hecho que repitieron al año siguiente.  Este coche llegó a competir en el Campeonato Asia-Pacífico de Rally donde ganó la categoría de F2 (dos ruedas motrices) en 1992. A partir de 1995 comenzaron a aparece otros modelos de la marca en diferentes campeonatos y con distintas preparaciones, debido a que no se requería una homologación FIA, como Estados Unidos o Sudáfrica. La novedad más importante, sin embargo, de ese año fue el debut del Hyundai Accent que hizo en el Rally de Tailandia conducido por Kim Dong-Ok y David Boddy que lograron la séptima plaza en la prueba. Al año siguiente tanto el Accent como el Lantra competían en rallies internacionales como grupos A.

#### Hyundai Coupe Kit Car

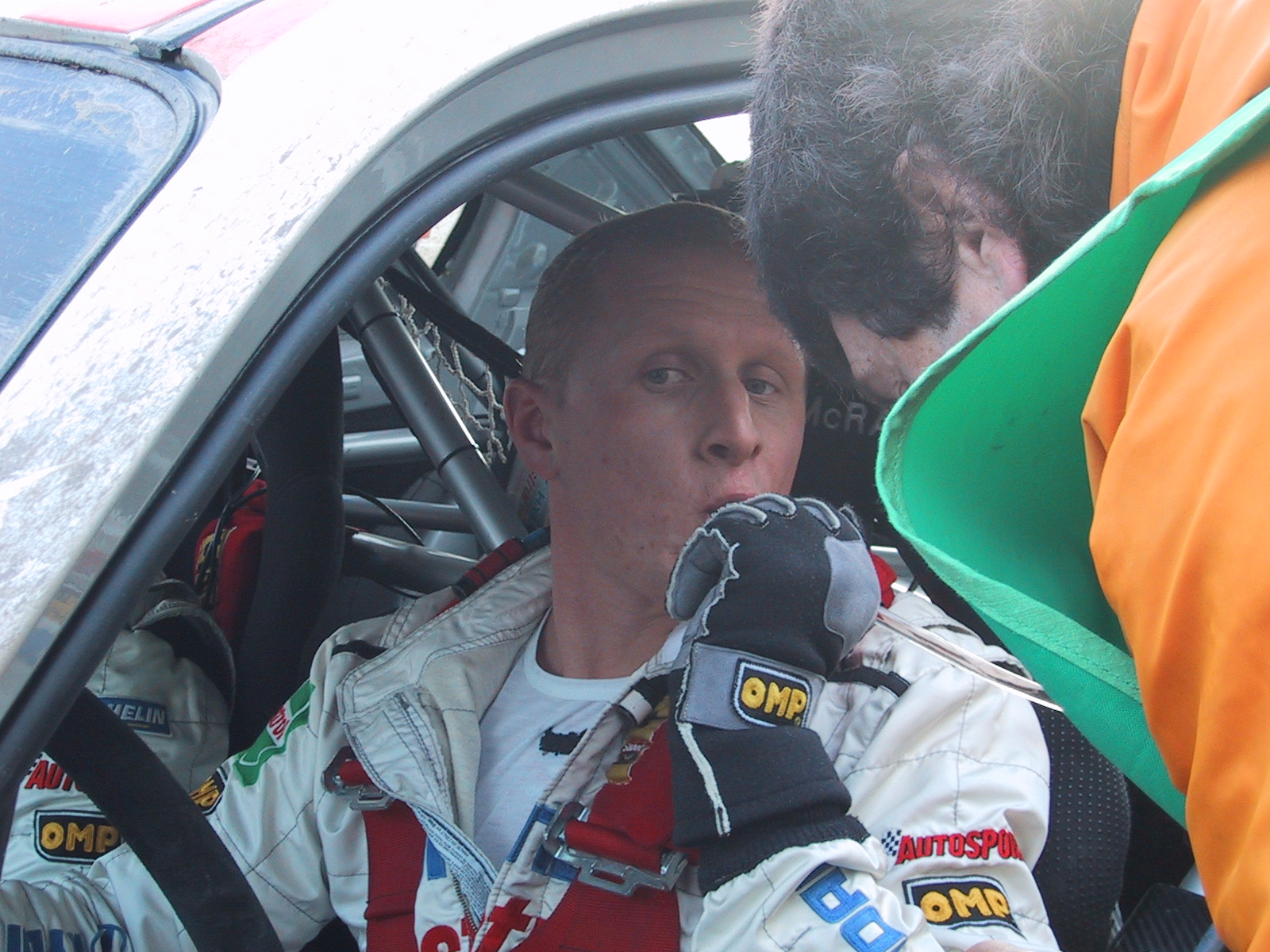
Alister McRae en el año 2000.

Tras unos retrasos derivados de conflictos laborales la marca coreana debutó el Hyundai Coupe Kit Car en el Rally de Nueva Zelanda de 1997 con los pilotos australianos Wayne Bell y Robert Nicoli con resultados discretos. El primero terminó vigesimocuarto y el segundo se retiró en el segundo tramo por problemas eléctricos. Ese mismo año también participó una unidad del Coupe Kit Car en el Rally de Gran Bretaña, que tenía la particularidad de ser el primero en ser desarrollado en Europa (tarea llevada a cabo por Motor Sport Developments, MSD). Fue conducido por Jimmy McRae que terminó trigésimo segundo pero logró la segunda posición en su categoría.
Los resultados obtenidos por Wayne Bell durante esos años en el Rally de Australia y en el Asia Pacífico animaron a la marca a desarrollar una evolución del Coupe que se llamó Coupe Kit Car Evo 2 y era más ancho que su antecesor. Debutó en el Rally de Nueva Zelanda. En 1988 la propia MSD compitió en pruebas del mundial de 2 Litros donde consiguió como mejor resultado el subcampeonato de marcas en 1999. Ese mismo año Hyundai conseguía otro importante éxito al hacerse con el campeonato de marcas del Campeonato de Asia Pacífico con los pilotos Kenneth Eriksson y Alister McRae.

### Años 2000

#### Hyundai Accent WRC

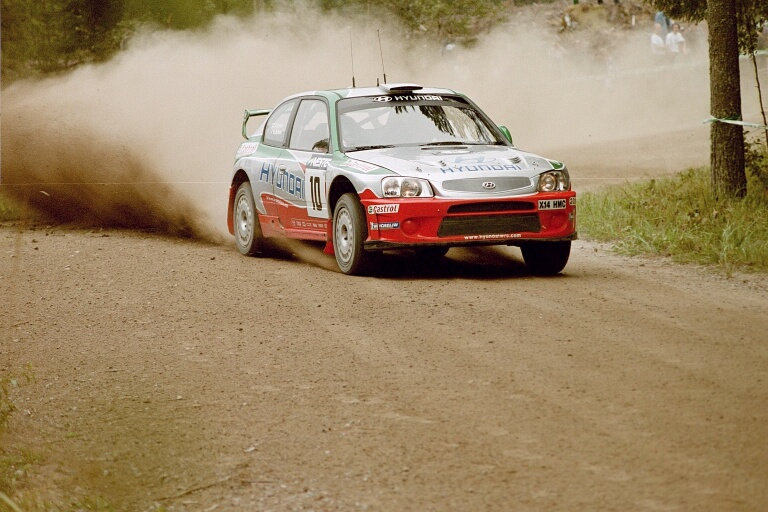
Hyundai Accent WRC, primer vehículo World Rally Car de la marca coreana.

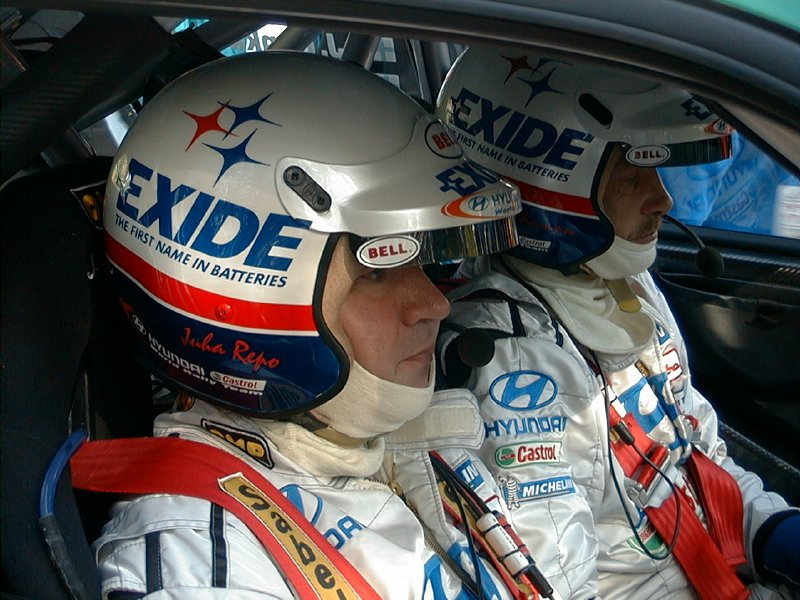
El equipo llegó a contar con el cuatro veces campeón del mundo Juha Kankkunen aunque su mejor resultado fue un quinto puesto en Nueva Zelanda.

En 1999 la marca comenzó a desarrollar en Gran Bretaña bajo la supervisión de Nick Clipson una versión 4x4 del Hyundai Accent que obtendría la homologación World Rally Car. Este modelo tomaba el motor del Coupe Kit Car al que se le añadió un turbo Garret e incorporaba un solo diferencial activo central que más tarde contaría con un delantero y otro trasero. La primera versión del Hyundai Accent WRC debutó en el Rally de Suecia de 2000 y los resultados no fueron del todo buenos, en parte debido a los continuos problemas con la dirección asistida que el coche acusó. El primer punto que la marca logró no llegó hasta la cuarta cita, en el Rally de Argentina donde ambos pilotos terminaron la prueba en séptima y octava posición. El mejor resultado fue el cuarto de Eriksson en Australia.
La segunda versión del Accent WRC debutó en el Rally de Portugal de 2001 e incorporó varias novedades. Contaba con mayor recorrido de suspensión y los depósitos hidráulicos de cada amortiguador separados del mismo. También se cambió la posición del depósito del combustible, sin embargo el cambio más visible era el nuevo alerón trasero que se incorporó junto a otros cambios de aerodinámica. De nuevo con Eriksson y McRae como principales pilotos y dos participaciones sueltas del italiano Piero Liatti la marca mejoró los resultados del año anterior aunque de nuevo un cuarto puesto de McRae en Gran Bretaña fue el mayor logro.
Al año siguiente en el Rally de Córcega de 2002 debutó la tercera y última evolución del Accent WRC que contó con mejoras en el motor y en 2003 la MSD le incorporó varias novedades en el turbo y en la suspensión. 
Los resultados de la marca Coreana durante esos años fueron discretos. Nunca consiguió un podio y los mejores puestos fueron un  cuarto en el Rally de Australia de 2000 y otro en el Rally de Gran Bretaña de 2001. La última salida de un Accent WRC oficial fue en el Rally de Australia de 2003, puesto que la marca abandonó el campeonato a falta de cuatro carreras debido a los recortes presupuestarios, posteriormente todas las unidades fueron utilizadas por pilotos privados en competiciones nacionales destacando el triunfo de David Higgins que se hizo con el Campeonato Británico en 2004.
Los conflictos entre la marca y la MSD y los problemas económicos produjeron la salida de Hyundai del Campeonato del Mundo y a pesar del anuncio de que regresaría en 2006 esta no se produjo hasta 2013 con la presentación del Hyundai i20 WRC.

### Hyundai en América

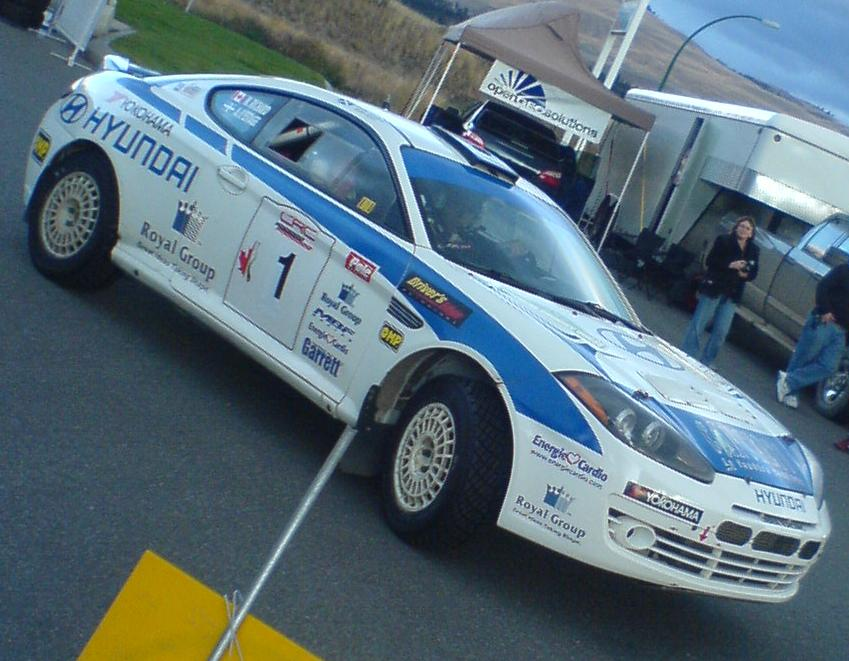
Hyundai Tiburon, conocido en Europa como Hyundai Coupe, fue uno de los modelos utilizados por la marca en competiciones de Estados Unidos.

Fuera del circuito internacional, Hyundai participó desde 1995 hasta 2008 en diferentes rallyes de Estados Unidos así como en el Campeonato SCCA. La marca logró varios títulos gracias a preparadores locales que desarrollaron modelos, como el Hyundai Tiburon con preparaciones diferentes a las reguladas por la FIA en el WRC.

### Regreso: 2014
Tras la marcha en 2003, la marca confirmó en septiembre de 2012 su intención de regresar al campeonato del mundo, inicialmente en 2013 y teniendo como coche oficial el Hyundai i20 WRC. Finalmente confirmó el Rally de Montecarlo de 2014 como fecha de debut. Tras el desarrollo del i20 durante el año 2013 la marca presentó el equipo definitivo en el mes diciembre del mismo año con los pilotos Thierry Neuville, Juho Hänninen, Dani Sordo y Chris Atkinson. La marca contó con un presupuesto de unos 70 millones de euros aproximadamente y no confió su programa a un equipo privado, como había hecho en el pasado, sino a un departamento deportivo propio. Su principal patrocinador para 2014 es la petrolera Shell. A finales del mes de febrero se confirmó también la participación del neozelandés Hayden Paddon que realizará un programa de siete rallies, empezando en Cerdeña, en una segunda estructura del equipo denominada Hyundai Motorsport N en donde participará también Dani Sordo en Portugal.

## Hyundai Motorsport N
El Hyundai Motorsport N es el segundo equipo que la marca utilizó durante la temporada 2014. No se inscribió en el campeonato de constructores por lo que los pilotos que participaron en él no sumaron puntos para la marca. Debutó en el Rally de Portugal de 2014 con Dani Sordo como único piloto, y posteriormente corrieron Hayden Paddon en Italia, Polonia y Finlandia y Bryan Bouffier en Alemania y Francia.
En 2020, Hyundai anunció el regreso del Hyundai Motorsport N como equipo oficial en WRC-2. El equipo será administrado por el RedGrey Team de Markko Märtin, contara con dos Hyundai i20 R5 que serán conducidos por el noruego Ole Christian Veiby y el ruso Nikolay Gryazin.

## Resultados

### Temporada 2023
| Año  | Vehículo             | Pilotos          | 1     | 2     | 3       | 4      | 5     | 6       | 7       | 8     | 9       | 10     | 11      | 12      | 13      | Pos. | Puntos | Pos. | Puntos | Notas |
| ---- | -------------------- | ---------------- | ----- | ----- | ------- | ------ | ----- | ------- | ------- | ----- | ------- | ------ | ------- | ------- | ------- | ---- | ------ | ---- | ------ | ----- |
| 2023 | Hyundai i20 N Rally1 | Thierry Neuville | MON 3 | SWE 3 | MEX 2   | CRO 33 | POR 5 | ITA 1   | SAF DSQ | EST 2 | FIN 2   | GRE 20 | CHL 2   | EUR 1   | JPN 13  | 3º   | 189    | 2º   | 432    |       |
| 2023 | Hyundai i20 N Rally1 | Esapekka Lappi   | MON 8 | SWE 7 | MEX Ret | CRO 3  | POR 3 | ITA 2   | SAF 13  | EST 3 | FIN Ret | GRE 5  | CHL Ret | EUR Ret | JPN 4   | 6º   | 113    | 2º   | 432    |       |
| 2023 | Hyundai i20 N Rally1 | Craig Breen      | MON   | SWE 2 | MEX     | CRO WD | POR   | ITA     | SAF     | EST   | FIN     | GRE    | CHL     | EUR     | JPN     | 14º  | 19     | 2º   | 432    |       |
| 2023 | Hyundai i20 N Rally1 | Dani Sordo       | MON 7 | SWE   | MEX 5   | CRO    | POR 2 | ITA Ret | SAF 5   | EST   | FIN     | GRE 3  | CHL     | EUR     | JPN Ret | 8º   | 63     | 2º   | 432    |       |
| 2023 | Hyundai i20 N Rally1 | Teemu Suninen    | MON   | SWE   | MEX     | CRO    | POR   | ITA     | SAF     | EST 5 | FIN 4   | GRE    | CHL Ret | EUR 6   | JPN     | 9º   | 42     | 2º   | 432    |       |

## Estadísticas de pilotos
- Datos actualizados hasta el 9th FORUM8 Rally Japan 2024

| Núm. | Piloto            | Rallys |
| ---- | ----------------- | ------ |
| 1    | Thierry Neuville  | 136    |
| 2    | Dani Sordo        | 83     |
| 3    | Hayden Paddon     | 49     |
| 4    | Ott Tänak         | 44     |
| 5    | Andreas Mikkelsen | 31     |
| 6    | Alister McRae     | 24     |
| 6    | Armin Schwarz     | 24     |
| 6    | Freddy Loix       | 24     |
| 7    | Kenneth Eriksson  | 20     |
| 8    | Esapekka Lappi    | 18     |
| 9    | Kevin Abbring     | 10     |
| 9    | Craig Breen       | 10     |
| 10   | Juha Kankkunen    | 8      |
| 10   | Sébastien Loeb    | 8      |

| Núm. | Piloto           | Victorias |
| ---- | ---------------- | --------- |
| 1    | Thierry Neuville | 21        |
| 2    | Ott Tänak        | 7         |
| 3    | Dani Sordo       | 2         |
| 4    | Hayden Paddon    | 1         |
| 4    | Esapekka Lappi   | 1         |

| Núm. | Piloto            | Podios |
| ---- | ----------------- | ------ |
| 1    | Thierry Neuville  | 62     |
| 2    | Dani Sordo        | 22     |
| 2    | Ott Tänak         | 22     |
| 3    | Hayden Paddon     | 8      |
| 4    | Craig Breen       | 5      |
| 4    | Esapekka Lappi    | 5      |
| 5    | Andreas Mikkelsen | 4      |
| 6    | Sébastien Loeb    | 2      |

- Negrita: Piloto en actividad, compitiendo actualmente para Hyundai.